# Yaya Touré
Yaya Touré (* 13. května 1983 Bouaké) je fotbalový trenér a bývalý profesionální fotbalista z Pobřeží slonoviny, který hrával na postu záložníka. Mezi lety 2004 a 2015 odehrál také 101 zápasů v dresu reprezentace Pobřeží slonoviny, ve kterých vstřelil 19 branek.

## Klubová kariéra
Yaya Touré přišel v roce 1996, na doporučení svého dlouholetého mentora Patricka van Reijendama, do mládežnické akademie klubu ASEC Mimosas. Z ní se následně stěhoval do Evropy, nejdříve do belgického klubu Beveren, kde strávil dva a půl roku, pak do ukrajinského Metalurgu Doněck na rok a půl.

### Olympiakos Pireus
Yaya se v roce 2005 stěhoval do Řecka, do týmu Olympiakosu. Před tímto angažmá si jej vyhlédl manažer Arsenalu Arsène Wenger, který jej pozval i na testy, nicméně celý přestup do Anglie zhatilo nevydání pracovního povolení.

### AS Monako
Poté co v roce 2006 reprezentoval Yaya Touré Pobřeží slonoviny na Mistrovství světa ve fotbale 2006 v Německu, vyhlédlo si jej v srpnu toho roku Monako. Yaya strávil na Stade Louis II. jednu sezónu.

### FC Barcelona
V létě 2007 posílil Yaya Barcelonu, která jej koupila za částku kolem 9 miliónů eur. Svůj debut za první tým si odbyl 26. srpna 2007.
Na začátku sezóny 2008/2009 začal nově jmenovaný manažer Josep Guardiola upřednostňovat jako defenzivního záložníka Sergio Busquetse, čímž se Tourého situace výrazně ztížila. V červnu 2010 Barcelona oznámila, že Yaya Touré má povolení opustit klub.

### Manchester City
Do týmu Citizens byl Yaya Touré zakoupen za částku kolem 24 miliónů britských liber. Na dresu začal nosit číslo 42, opak čísla 24, které nosil v Barceloně, jelikož v týmu Citizens jej v té době měl Patrick Vieira. V týmu Manchesteru City působil i jeho starší bratr Kolo Touré.
14. srpna 2010 si Yaya Touré odbyl svůj debut v Premier League, svůj první gól v této soutěži vstřelil 19. září 2010 do sítě Wiganu.
14. května 2011 rozhodl Yaya Touré finálový zápas FA Cupu, ve kterém vstřelil Stoke City FC jediný gól a zápas tak skončil 1:0.
V sezóně 2011/12 dokázal Yaya Touré vstřelit šest ligových gólů, k nimž přidal 3 v evropských pohárech. V posledním ligovém zápase sezóny 2011/12 se City podařilo vyhrát po 44 letech anglickou ligu, když porazili QPR dvěma góly v nastavení 2:3 a před druhým Manchesterem United udrželi první příčku pouze díky lepšímu skóre.
Na začátku sezóny 2012/13 získal Yaya Touré také anglický FA Community Shield, když Manchester City porazil na stadionu Villa Park londýnskou Chelsea 2:3. Yaya Touré vstřelil v zápase vyrovnávající gól na 1:1.

### Olympiakos Pireus
V roce 2018 se Yaya vrátil do týmu Olympiakosu, kde ale nastoupil pouze ke dvěma zápasům a po jedné sezóně přestoupil do čínského Qingdao Huanghai.

## Trenérská kariéra
V únoru 2021 se vydal na dráhu fotbalového trenéra, příležitost stát se asistentem hlavního trenéra mu dal jeho bývalý klub, ukrajinský Olimpik Doněck.

## Úspěchy

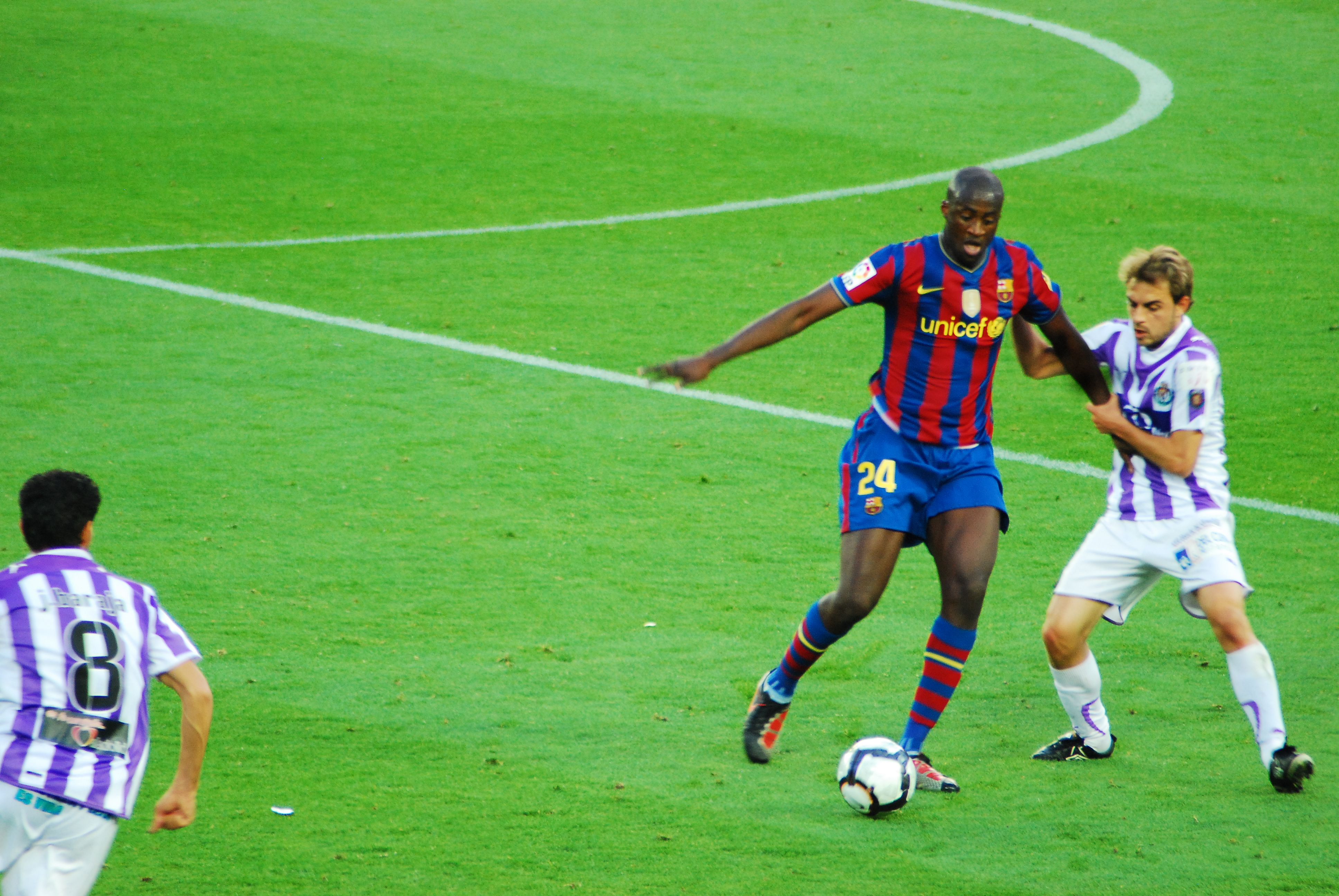
Yaya Touré v červenomodrém dresu Barcelony.

### Klubové
ASEC Mimosas
- 1× vítěz nejvyšší fotbalové ligy v Pobřeží slonoviny – 2001

Olympiakos
- 1× vítěz řecké Superligy – 2006
- 1× vítěz řeckého poháru – 2006

FC Barcelona
- 2× vítěz španělské ligy 2009, 2010
- 1× vítěz španělského Superpoháru 2009
- 1× vítěz španělského poháru (2008/09)
- 1× vítěz Ligy mistrů 2008/09
- 1× vítěz evropského Superpoháru (2009)
- 1× vítěz MS klubů (2009)

Manchester City
- 1× vítěz FA Cupu – 2011
- 2× vítěz anglické Premier League – 2011/12, 2013/14, 2017/2018
- 1× vítěz FA Community Shield – 2012
- 3× vítěz Ligového poháru – 2014, 2016, 2018[9]

Qingdao Huanghai
- 1× vítěz China League One – 2019[10]

### Individuální
- Hráč Pobřeží Slonoviny za rok 2009[11]
- 4× Africký fotbalista roku – 2011, 2012, 2013, 2014 [12]
- 1× vyhlášen Mužem zápasu v zápase FA Community Shield – 2012
- Premio Bulgarelli Number 8 za rok 2013[13]
- Tým roku Premier League podle PFA – 2011/12,[14] 2013/14[15]
- Nejlepší jedenáctka podle ESM – 2013/14[16]
- BBC African Sports Personality of the Year – 2013[17], 2015[18]
- CAF Tým roku – 2008, 2009, 2011, 2012, 2013, 2014, 2015[19]
- Hráč Manchesteru City za rok 2013/2014[20]
- Tým dekády 2010 – 2019 v Premier League podle Sports Illustrated[21]
- Africký tým dekády 2011 – 2020 podle IFFHS[22]
- FWA Tribute Award 2023[23]